# Mũi Engaño (Luzon)

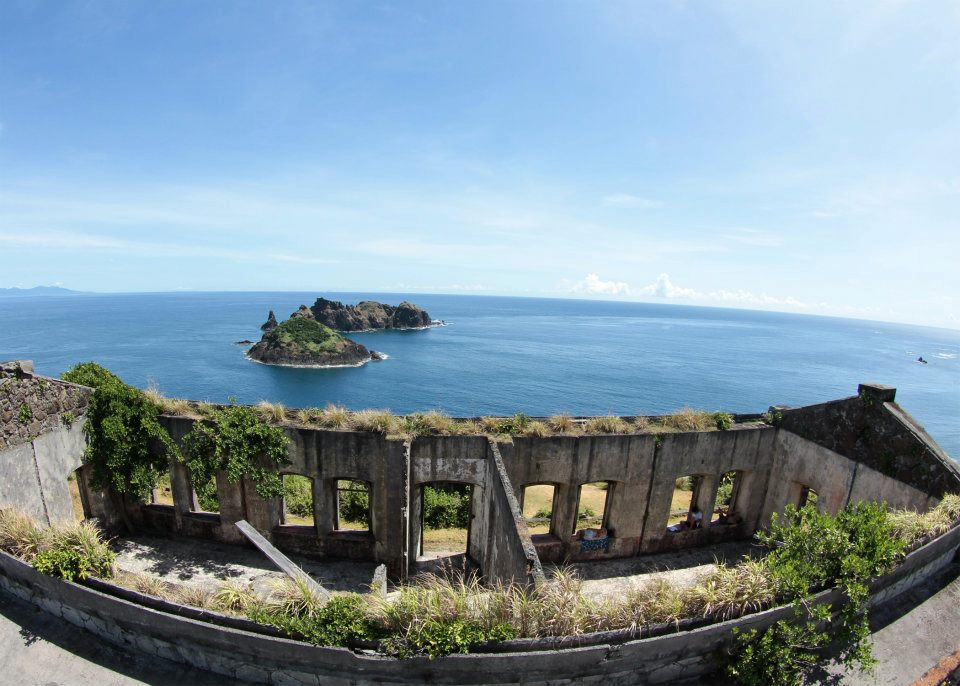
Quang cảnh nhìn từ Hải đăng Mũi Engaño.

Mũi Engaño là mũi đất cực Bắc của đảo Palaui, một hòn đảo nằm tại điểm cực Đông Bắc của Đảo Luzon thuộc Philippines. Mũi thuộc quận Santa Ana, tỉnh Cagayan và được biết đến nhờ quan cảnh xanh tươi, cát trắng và hải đăng mũi Engaño nổi tiếng.

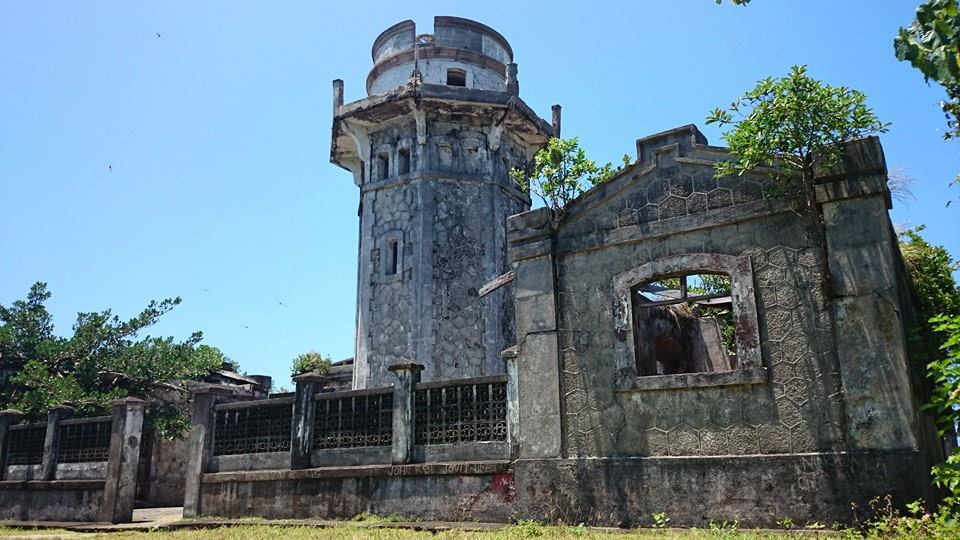
Hải đăng Mũi Engaño.

Nơi đây đã đặt tên cho trận chiến Mũi Engaño trong Thế Chiến II, một phần của trận Hải chiến Vịnh Leyte, dù địa điểm xảy ra trận chiến nằm giữa biển, cách 200 dặm (322 km) về phía Đông. Các tàu sân bay Zuikaku, Zuihō, Chitose và Chiyoda, cùng với 3 tuần dương hạm hạng nhẹ và 9 tàu khu trục của Hải quân Đế quốc Nhật Bản đã bị đánh chìm trước các cuộc tập kích liên tục của Hải quân Hoa Kỳ.